# 安广镇
安广镇，是中华人民共和国吉林省白城市大安市下辖的一个乡镇级行政单位。

## 行政区划
安广镇下辖以下地区：
光明社区、龙泉社区、安平社区、文化社区、向前村、爱国村、胜利村、新荒村、永庆村、永丰村、永强村、永富村和永兴村。